# Г'ю Чісголм
Г'ю Чісголм (англ. Hugh Chisholm; нар. 22 лютого 1866, Лондон, Англія — пом. 29 вересня 1924, Лондон, Англія) — британський журналіст та редактор 10-го, 11-го та 12-го видань Encyclopædia Britannica.

## Навчання
Він народився в Лондоні в родині Генрі Вільямса Чісголма (1809—1901), який працював в департаменті стандартів Ради з торгівлі. Г'ю здобув освіту в школі Фелстед та коледжі Церкви Христа, Оксфорд. Коледж закінчив у 1888 році з відзнакою першого класу почесного курсу Literae Humaniores. Його запросили до судового іну Міддл-Темпл у 1892 році.

## Кар'єра журналіста
Чісголм працював у вечірній лондонській газеті The St James's Gazette помічником редактора з 1892 року. Був призначений редактором у 1897 році. За ці роки він також писав численні статті на політичну, фінансову та літературну тематику в щотижневі журнали та щомісячні огляди, завдяки яким став відомим як літературознавець і консервативний публіцист. У 1899 році він перейшов до Evening Standard головним лідером-автором.

## Праця над енциклопедією
У 1900 році Г'ю перейшов у Таймс, щоб стати співредактором з сером Дональдом Маккензі Воллесом та президентом Єльського університету Артуром Твінінгом Хедлі, для підготовки одинадцяти томів, що утворюють десяте видання Encyclopædia Britannica. У 1903 році він стає головним редактором 11-го видання, яке було завершено під його керівництвом у 1910 році та опубліковане повністю видавництвом Cambridge University Press у 29 томах у 1911 році.
У 1913 році Чісголму було запропоновано замінити Доусона на посаді редактора Таймс, і після повернення з Америки, він був призначений редактором компанії. У серпні 1913 року його призначили директором компанії. Він був фінансовим редактором протягом усієї Першої світової війни. У 1920 році Г'ю Чісголм подав у відставку, коли взявся за редакцію трьох томів, що утворюють 12-е видання Encyclopædia Britannica, опублікованого у 1922 році.
Помер у 1924 році.